# Siegendorf
Siegendorf (kroatisch Cindrof, ungarisch Cinfalva) ist eine Marktgemeinde mit 3228 Einwohnern (Stand 1. Jänner 2025) im Bezirk Eisenstadt-Umgebung, im Burgenland in Österreich.
Ein relativ großer Anteil der Gemeindebevölkerung sind Angehörige der Volksgruppe der Burgenland-Kroaten.

## Geografie
Die Gemeinde liegt im nördlichen Burgenland 7 km von der Landeshauptstadt Eisenstadt an der Grenze zu Ungarn und in der Nähe des Neusiedler Sees.

### Nachbargemeinden
| Eisenstadt                  | Trausdorf an der Wulka                      |                   |
| Wulkaprodersdorf Zagersdorf | Kompassrose, die auf Nachbargemeinden zeigt | Sankt Margarethen |
| Klingenbach                 | Ungarn                                      |                   |

## Geschichte

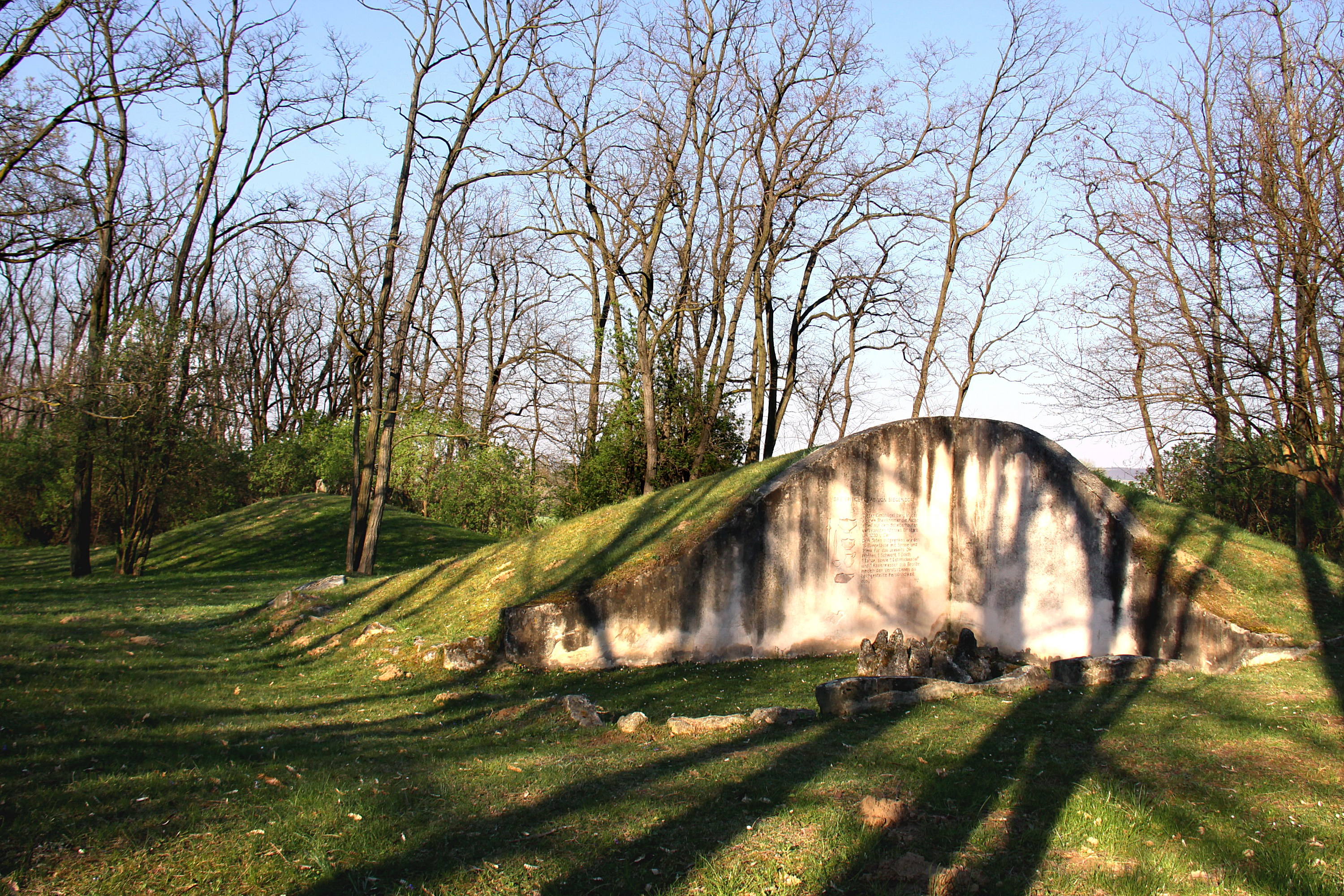
Einer der vier Siegendorfer Grabhügel

Vor Christi Geburt war das Gebiet Teil des keltischen Königreiches Noricum und gehörte zur Umgebung der keltischen Höhensiedlung Burg auf dem Schwarzenbacher Burgberg.
Im Schuschenwald zweieinhalb Kilometer außerhalb der Ortschaft weisen vier Hügelgräber aus der späten Bronzezeit auf eine frühere Besiedlung hin.
Später unter den Römern lag das heutige Siegendorf dann in der Provinz Pannonia.
Der Ort wurde erstmals 1254 als Peresnje erwähnt und 1343 als Siendorf.
Der Ort gehörte, wie das gesamte Burgenland, bis 1920/21 zu Ungarn (Deutsch-Westungarn). Seit 1898 musste aufgrund der Magyarisierungspolitik der Regierung in Budapest der ungarische Ortsname Cinfalva verwendet werden. Nach Ende des Ersten Weltkriegs wurde nach zähen Verhandlungen Deutsch-Westungarn in den Verträgen von St. Germain und Trianon 1919 Österreich zugesprochen. Der Ort gehört seit 1921 zum neu gegründeten Bundesland Burgenland (siehe auch Geschichte des Burgenlandes).
Siegendorfer im politischen Widerstand (1939–1945)
Nach den Aufzeichnungen des Dokumentationsarchives des österreichischen Widerstands und den Opferfürsorgeakten der Sozialabteilung des Landes Burgenland waren mindestens 14 Siegendorfer aus politischen Gründen vorübergehend in Nazihaft bzw. in Konzentrationslagern interniert. Weiters wurden drei Mitglieder einer kommunistischen Widerstandszelle im Ort hingerichtet.
Durch Impulse aus Wiener Neustädter Zellen formierte sich schon vor dem Anschluss an das Dritte Reich ein politischer Zirkel, bestehend aus ehemaligen Sozialdemokraten, Funktionären der Kommunistischen Partei und Revolutionären Sozialisten. Ursprung nahm dieser bei der gemeinsamen Arbeit im Zillingdorfer Bergwerk und die Tätigkeiten umfassten das Gestalten von Druckschriften und das Sammeln von Solidaritätsbeiträgen für in Not geratene Genossen und deren Familien. Die Leitung hatte bis zu seiner Einberufung 1941 Johann Wild und danach der Hilfsarbeiter Mathias Karlovits inne.
Im November 1942 fand die Zelle ihr tragisches Ende: Fünf Mitglieder wurden im Juni 1943 vom Volksgerichtshof in Wien wegen „Vorbereitung zum Hochverrat“ zu je drei Jahren Zuchthaus verurteilt. Mathias Karlovits und der Kassierer, der Zimmermannsgehilfe Kaspar Hiller, wurden im Juni 1943 zum Tod verurteilt und am 2. November 1943 im Landesgericht Wien hingerichtet. Die Familien der Verurteilten hatten zuvor vergeblich versucht, im Ort Unterschriften für eine Begnadigung zu sammeln, die Mehrheit der Siegendorfer weigerte sich jedoch, eine Unterschrift unter das Begnadigungsschreiben zu setzen. Andreas Posteiner, ein weiteres Mitglied des Zirkels, wurde zu vier Jahren in der Strafanstalt Stein an der Donau verurteilt. Dort wurde er während des Massakers im Zuchthaus Stein am 6. April 1945 durch Alarmeinheiten der Schutzpolizei, des Kremser Volkssturms, der Wehrmachts-Garnison sowie der Waffen-SS erschossen.
Weiters wurde der Panzer-Grenadier Thomas Novak zum Tode verurteilt, der sich gegen Ende des Krieges unerlaubt von seiner Einheit entfernt hatte. Er wurde jedoch gefasst und das Urteil wurde am 14. März 1945 vollstreckt.

### Bevölkerungsentwicklung
Auf dem Gemeindegebiet von Siegendorf leben sowohl Angehörige der deutschsprachigen als auch burgenland-kroatischen Volksgruppe. Nach der Volkszählung von 2001 bekennen sich 49 % der Bevölkerung zur deutschsprachigen und 38 % zur burgenland-kroatischen Volksgruppe. Zusätzlich bezeichneten sich 6,4 % als Kroaten.
85 % der Gemeindebevölkerung sind Angehörige der römisch-katholischen Kirche.

## Kultur und Sehenswürdigkeiten
- Grabhügel von Siegendorf

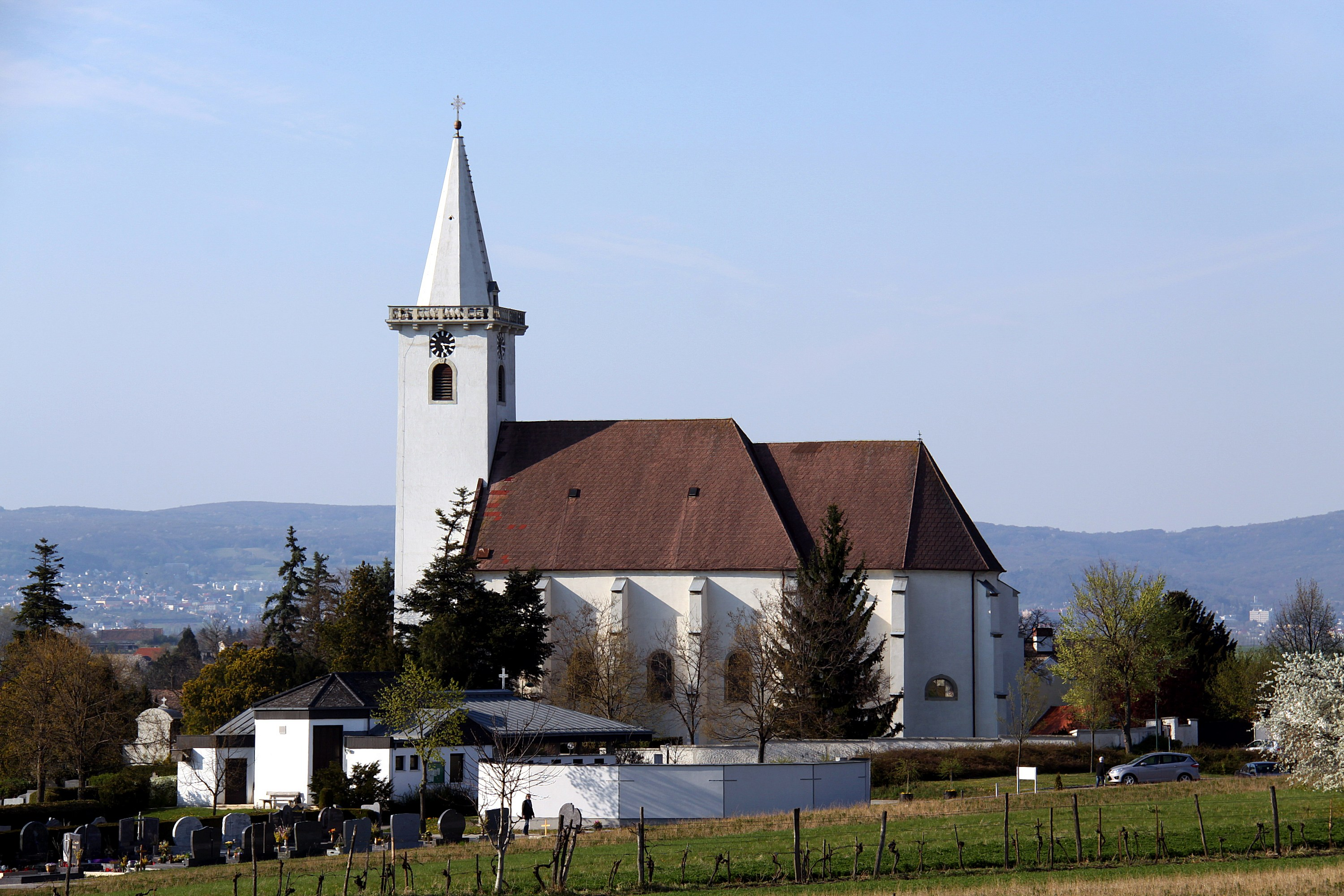
Pfarrkirche Siegendorf

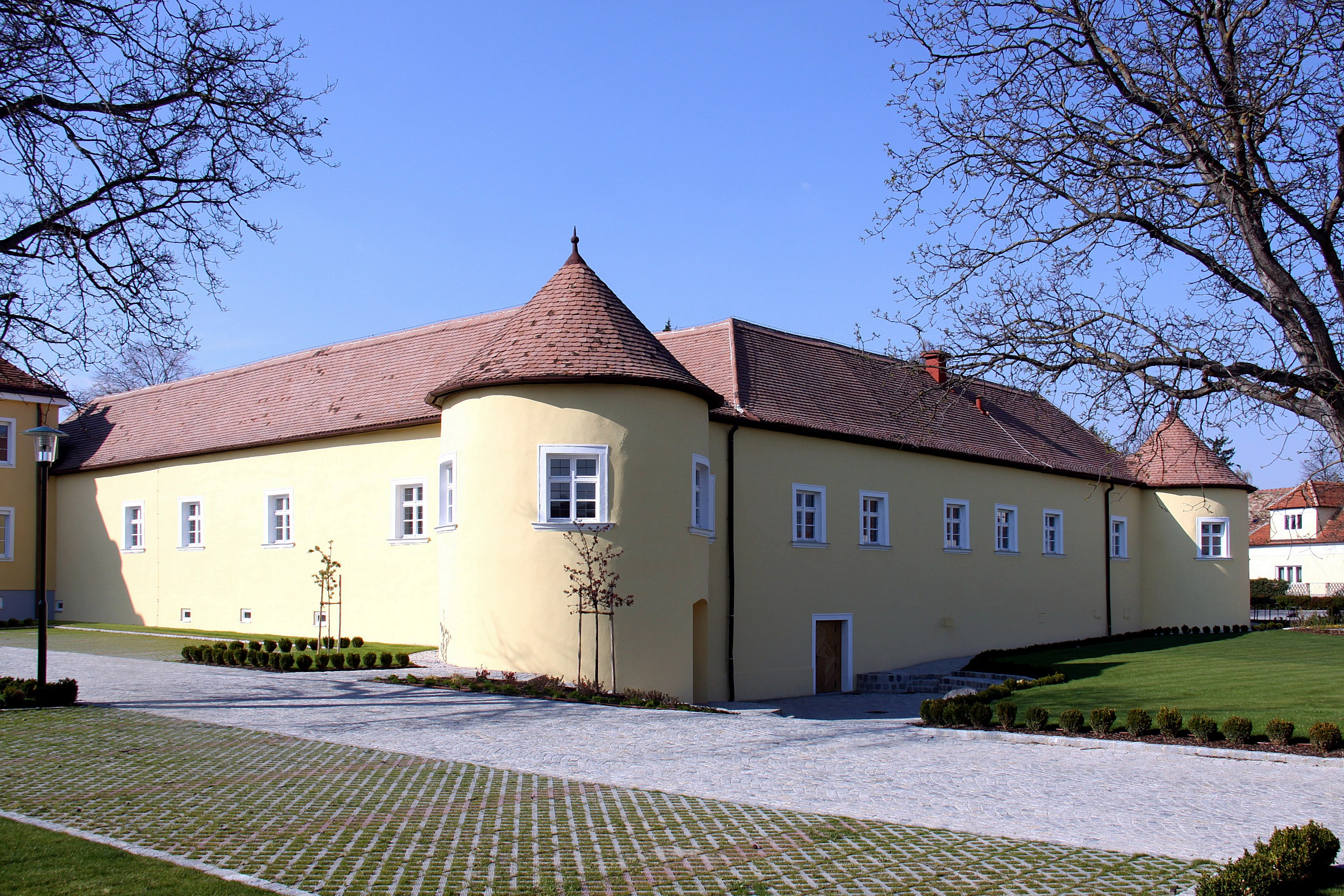
Burg Siegendorf

- Katholische Pfarrkirche Siegendorf Allerheiligen: Die Pfarrkirche wurde 1659 in erhöhter Lage erbaut. Darin befindet sich die so genannte Glockenmadonna.
- Neuapostolische Kirche Siegendorf
- Burg Siegendorf: auch Kastell genannt; der Klosterkeller ist als Kastell aus dem 16. Jahrhundert erhalten.
- Dreifaltigkeitssäule: im frühen 18. Jahrhundert erbaut
- Ein Denkmal für Karl Renner – Inschrift „… Ehrenbürgerschaft …“

## Wirtschaft und Infrastruktur

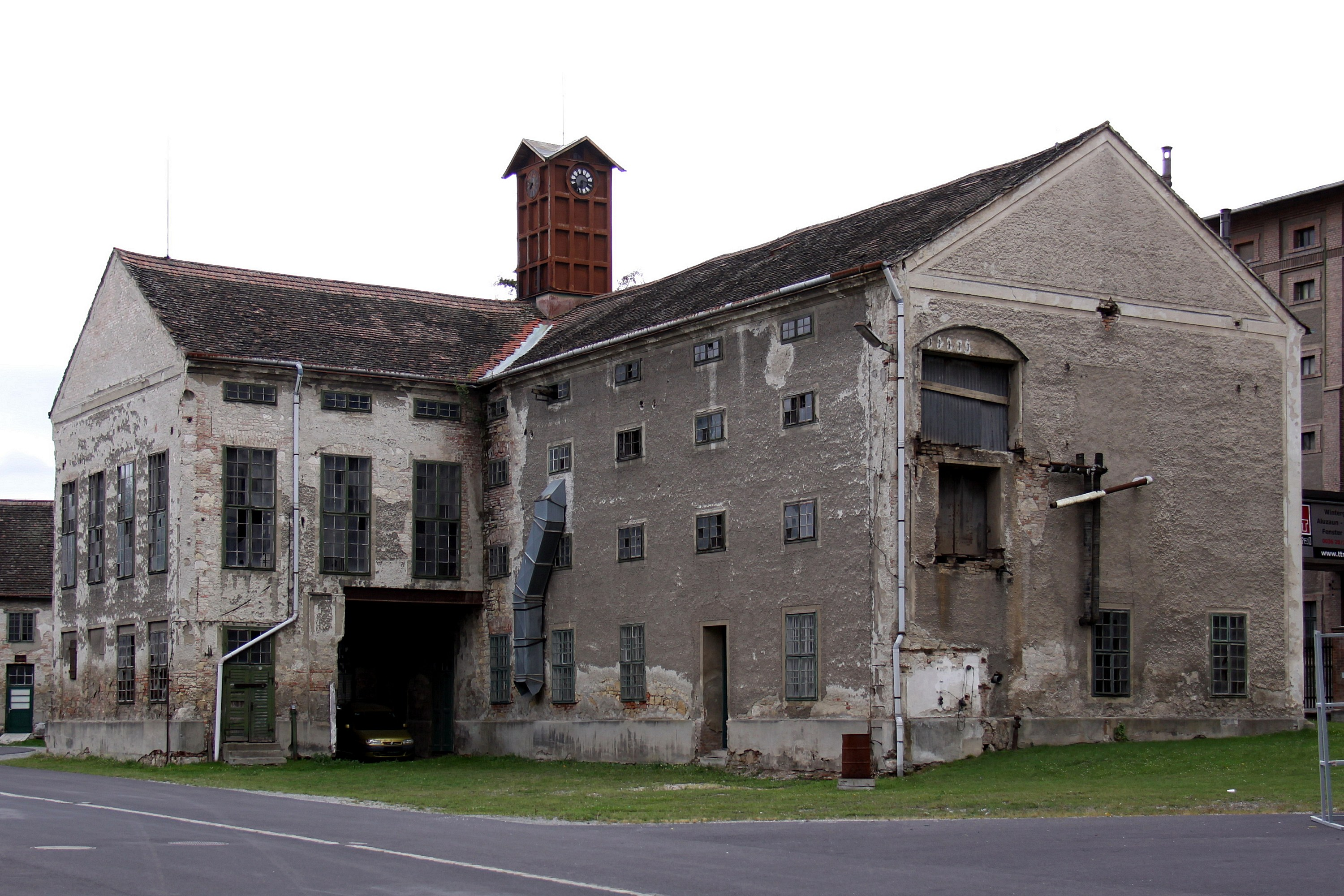
Ehemalige Zuckerfabrik Siegendorf

In Siegendorf befand sich von 1853 bis 1988 die von Conrad Patzenhofer gegründete Zuckerfabrik Siegendorf.
Die Gewerbezone-Ost in Siegendorf ist heute Standort mehrerer Handels- und Industriebetriebe.
Der Fremdenverkehrsort ist wegen seines milden Klimas und der vielen Sonnentage ein beliebtes Urlaubsziel. Der lokal angebaute Wein wird in Buschenschenken und Landgasthöfen ausgeschenkt.

### Wirtschaftssektoren
Von den 17 landwirtschaftlichen Betrieben des Jahres 2010 waren zwölf Nebenerwerbsbetriebe. Diese bewirtschafteten 13 Prozent der Flächen. Im Produktionssektor waren rund 60 Prozent Baufirmen und 40 Prozent stellten Waren her. Mit der Warenherstellung waren 500 Mitarbeiter beschäftigt.
| Wirtschaftssektor            | Anzahl Betriebe | Anzahl Betriebe | Erwerbstätige | Erwerbstätige |
| Wirtschaftssektor            | 2011            | 2001            | 2011          | 2001          |
| ---------------------------- | --------------- | --------------- | ------------- | ------------- |
| Land- und Forstwirtschaft 1) | 17              | 31              | 9             | 5             |
| Produktion                   | 46              | 21              | 590           | 181           |
| Dienstleistung               | 170             | 84              | 365           | 267           |

1) Betriebe mit Fläche in den Jahren 2010 und 1999

### Arbeitsmarkt, Pendeln
Im Jahr 2011 lebten 1324 Erwerbstätige in Siegendorf. Davon arbeiteten 257 in der Gemeinde und 1067 pendelten aus. Aus der Umgebung pendelten 707 Personen zur Arbeit nach Siegendorf.

### Bildung
In der Gemeinde befinden sich zwei Kindergärten, eine Volksschule und eine Neue Mittelschule.

### Gesundheit
Für die medizinische Versorgung der Bevölkerung gibt es in Siegendorf mehrere Ärzte.

### Verkehr
- Straße: Durch Siegendorf verläuft die Ödenburger Straße B16, über die man den 5 km entfernten Knoten Eisenstadt erreicht.[14]
- Eisenbahn: Der nächste Bahnhof ist im fünf Kilometer entfernten Draßburg, von wo es direkte Verbindungen nach Wien gibt.[15]
- Durch Siegendorf verlaufen mit dem Nordalpenweg, dem Zentralalpenweg und dem Ostösterreichischen Grenzlandweg drei österreichische Weitwanderwege.

## Politik

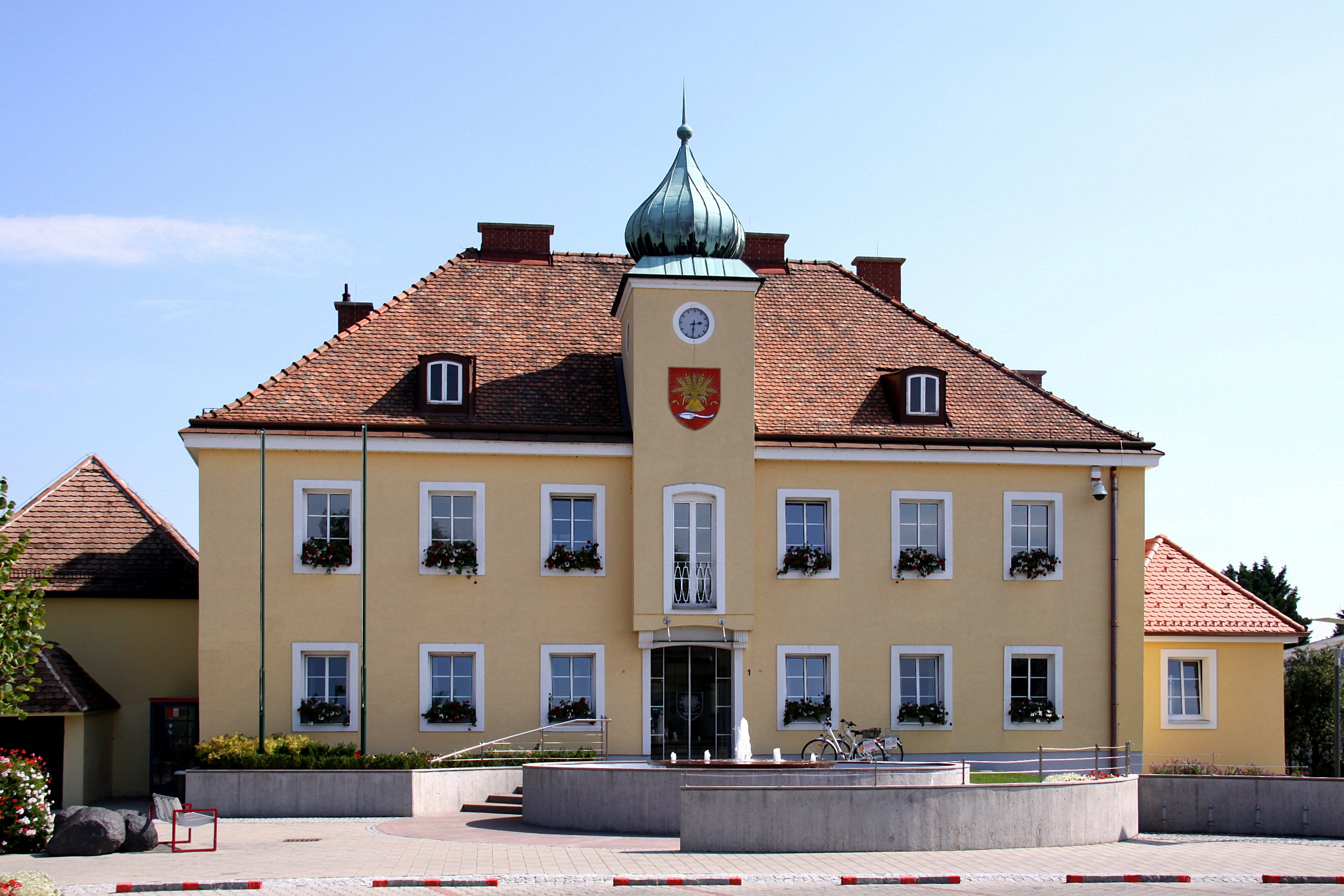
Gemeindeamt Siegendorf

### Gemeinderat
Der Gemeinderat umfasst aufgrund der Einwohnerzahl insgesamt 23 Mitglieder.
| Partei              | 2022             | 2022             | 2022             | 2017             | 2017             | 2017             | 2012             | 2012             | 2012             | 2007             | 2007             | 2007             | 2002             | 2002             | 2002             | 1997             | 1997             | 1997             |
| Partei              | Sti.             | %                | M.               | Sti.             | %                | M.               | Sti.             | %                | M.               | Sti.             | %                | M.               | Sti.             | %                | M.               | Sti.             | %                | M.               |
| ------------------- | ---------------- | ---------------- | ---------------- | ---------------- | ---------------- | ---------------- | ---------------- | ---------------- | ---------------- | ---------------- | ---------------- | ---------------- | ---------------- | ---------------- | ---------------- | ---------------- | ---------------- | ---------------- |
| SPÖ                 | 1.287            | 74,35 %          | 18               | 1425             | 78,51            | 18               | 1387             | 79,26            | 19               | 1321             | 75,92            | 18               | 1342             | 78,66            | 19               | 1115             | 70,88            | 16               |
| ÖVP                 | 291              | 16,81 %          | 4                | 307              | 16,91            | 4                | 363              | 20,74            | 4                | 353              | 20,29            | 5                | 322              | 18,87            | 4                | 313              | 19,90            | 4                |
| Grüne & Unabhängige | 99               | 5,72 %           | 1                | nicht kandidiert | nicht kandidiert | nicht kandidiert | nicht kandidiert | nicht kandidiert | nicht kandidiert | nicht kandidiert | nicht kandidiert | nicht kandidiert | nicht kandidiert | nicht kandidiert | nicht kandidiert | nicht kandidiert | nicht kandidiert | nicht kandidiert |
| FPÖ                 | 54               | 3,12 %           | 0                | 83               | 4,57             | 1                | nicht kandidiert | nicht kandidiert | nicht kandidiert | nicht kandidiert | nicht kandidiert | nicht kandidiert | 42               | 2,46             | 0                | 102              | 6,48             | 1                |
| FBL                 | nicht kandidiert | nicht kandidiert | nicht kandidiert | nicht kandidiert | nicht kandidiert | nicht kandidiert | nicht kandidiert | nicht kandidiert | nicht kandidiert | 66               | 3,79             | 0                | nicht kandidiert | nicht kandidiert | nicht kandidiert | nicht kandidiert | nicht kandidiert | nicht kandidiert |
| BFS                 | nicht kandidiert | nicht kandidiert | nicht kandidiert | nicht kandidiert | nicht kandidiert | nicht kandidiert | nicht kandidiert | nicht kandidiert | nicht kandidiert | nicht kandidiert | nicht kandidiert | nicht kandidiert | nicht kandidiert | nicht kandidiert | nicht kandidiert | 43               | 2,73             | 0                |
| Wahlberechtigte     | 2750             | 2750             | 2750             | 2459             | 2459             | 2459             | 2418             | 2418             | 2418             | 2348             | 2348             | 2348             | 2181             | 2181             | 2181             | 1989             | 1989             | 1989             |
| Wahlbeteiligung     | 66,51 %          | 66,51 %          | 66,51 %          | 77,06 %          | 77,06 %          | 77,06 %          | 78,49 %          | 78,49 %          | 78,49 %          | 78,92 %          | 78,92 %          | 78,92 %          | 83,81 %          | 83,81 %          | 83,81 %          | 87,43 %          | 87,43 %          | 87,43 %          |

### Bürgermeister
- 1945–1958 Stefan Springschitz (SPÖ)
- 1962–1983 Josef Mayer (SPÖ)
- 1983–1996 Walter Prior (SPÖ)
- 1996–2011 Gerhard Steier (SPÖ)
- 2011–2021 Rainer Porics (SPÖ)
- seit 2021 Rita Stenger (SPÖ)[20]

### Wappen
Vor rotem Grund in Gelb eine gebundene Garbe Getreide, darunter in Weiß ein Messer.

## Persönlichkeiten

### Söhne und Töchter der Gemeinde
- Ernst Conrad Sedlmayr (1868–1939), österr. Agrarökonom
- Stefan Springschitz (1895–1987), Baupolier und ehem. österr. Politiker (SPÖ), Bürgermeister ab 1945[21]
- Jenő Takács (1902–2005), Komponist und Pianist war ein österr. Komponist und Pianist ungarischer Abstammung
- Josef Mayer (* 1925), ehemaliger österreichischer Politiker (SPÖ)
- Thomas Parits (* 1946), ehemaliger österr. Fußballspieler und -trainer
- Walter Prior (1947–2021), ehemaliger österr. Politiker (SPÖ)
- Gerhard Steier (* 1956), österr. Politiker (parteilos, ehemals SPÖ)
- Norbert Barisits (1957–2023), Fußballtrainer
- Daniela Fritz, Jugend-Europameisterin im Einzelvoltigieren, 2010 und 2013

### Mit Siegendorf verbunden
- Konrad Patzenhofer (1821–1904), Gründer der Zuckerfabrik
- Oswald Klikovits (* 1959), Politiker (ÖVP), 1992–1999 ÖVP-Ortsparteiobmann und Gemeinderat in Siegendorf
- Antonia Hausmair (* 1995), Gewinnerin Austrias Next Topmodel 2012